# Baringo
Cet article concerne un village du Cameroun. Pour le comté du Kenya, voir Comté de Baringo.
Baringo est un village de la commune de Belel situé dans la région de l'Adamaoua et le département de la Vina au Cameroun.

## Population
Lors du recensement de 2005, on y a dénombré 796 habitants.
En 2015, Baringo comptait 1 024 habitants dont 476 hommes et 548 femmes dont 110 nourrissons (0-35 mois), 19 nourrissons (0-59 mois), 65 enfants (4-5 ans), 240 enfants (6-14 ans), 189 adolescents (12-19 ans), 355 jeunes (15-34 ans).

## Infrastructures
Baringo dispose d'une salle de classe réhabilitée.  

## Ressources naturelles
En 2015, le dispositif de forage pour accéder à l'eau ne fonctionne pas.